# Cuverville (Eure)
Cuverville è un comune francese di 212 abitanti situato nel dipartimento dell'Eure nella regione della Normandia.

## Società

### Evoluzione demografica
Abitanti censiti